# Chiesa del Santissimo Rosario (Gaeta)
La chiesa di San Tommaso Apostolo, nota come chiesa del Santissimo Rosario dall'omonima confraternita che ivi ha la sua sede, è un luogo di culto cattolico del centro storico di Gaeta.

## Storia
La prima notizia di una chiesa dedicata a San Tommaso Apostolo risale al 1135, quando il nobile gaetano Giacomo Maltacia nominava come legato testamentario, tra gli altri, il primicerio Raniero, rettore della chiesa di San Tommaso Apostolo; tuttavia la tradizione vuole sia molto più antica. Non è azzardato ipotizzare che la chiesa sia sorta nell'VIII secolo, quando il castrum di Gaeta divenne una civitas e il più aggiornato circuito murario la comprendeva appena.
Nel 1200 in un decreto del vescovo Pietro figura Leone, primicerio e priore della chiesa di San Tommaso. Nel 1300 e nel 1322 risulta priore il presbitero Giovanni Quinquerotta. In un documento del 1330 e in un altro del 1346 è citato il sacerdote Tommaso Paradiso, chierico di San Tommaso. Nel 1343 era priore Marino Caboto. Il presbitero Giacomo de Rainerio, chierico della chiesa di San Tommaso, è testimone in un atto del 1384, mentre nello stesso anno era priore Francesco Pecorone.
In una permuta del 1393 si fa riferimento a una medialoca (locale, solitamente un magazzino, situato al piano mezzano) nel territorio della parrocchia di San Nicola confinante con una casa di proprietà della parrocchia di San Tommaso.
Nel censimento aragonese del 1443 la parrocchia risultava avere 26 fuochi (circa 130 abitanti).
Il priore o parroco di San Tommaso aveva infatti, al pari degli omologhi di San Giorgio, San Pietro Apostolo e Santa Maria in pensulis, il diritto a indossare la mitra e a camminare vicino al vescovo nelle processioni. Questo diritto era ancora attestato nel 1591, poi cadde in disuso.
Il vescovo Pedro de Oña dovette eseguire qualche intervento all'interno della chiesa, se nel '700 era visibile su una lastra di marmo la scritta "P.D. Oña Ep. Caet. MDCXI".
Nel 1721 ne crollò una parte e il vescovo Pignatelli provvide a restaurarla.
Nella relazione della visita ad limina del 28 dicembre 1797 effettuata dal vescovo Riccardo Capece Minutolo si riporta che lo stesso presule aveva ordinato che nessun sacerdote osasse celebrare messa sull'altare laterale di San Filippo Neri nella chiesa parrocchiale di San Tommaso finché questo non fosse stato decentemente riparato.
Nel 1799, stando ai registri parrocchiali, la cura d'anime passò alla Cattedrale. La parrocchia fu ufficialmente soppressa nel 1809 dal governo decennale. Parimenti veniva abolito il vicino convento di San Domenico, nella cui chiesa aveva sede la Confraternita del Rosario. A questa fu concesso dunque di trasferirsi nella chiesa di San Tommaso, portando con sé anche l'altare barocco e le suppellettili; da allora la chiesa è chiamata del Rosario.

## Descrizione
L'edificio è costituito da una navata gotica, coperta con volte a crociera estradossate, che si articola in due campate: la prima ospita, nell'ampia cantoria, il coro dei confratelli, mentre ai lati della seconda si aprono due cappelle ottocentesche. La statua processionale della Madonna col Bambino risale al XVIII secolo, mentre la pala dell'altare maggiore è un dipinto di Sebastiano Conca raffigurante la Madonna del Rosario con i santi Domenico e Caterina da Siena (1737).